# Ernesto Marquina Narro
Ernesto Marquina Narro (Calatayud, 1875 - 1946) was een Spaans componist, dirigent en hoornist. Hij is de jongere broer van Pascual Marquina Narro, eveneens een componist en dirigent, en de oudere broer van Rafael Marquina Narro, die later trompettist was in de Banda Municipal de Madrid.

## Levensloop
Marquina Narro werd geboren in een muzikale familie. Zijn vader Santiago Marquina Redrado was dirigent van verschillende banda's zoals van de Banda de música de Maluenda, de Banda Musical de la Unión Bilbilitana, de Banda de Música de Tobé en de Banda die Música de Torrella. De eerste muziekles in solfège en hoorn kreeg hij dan ook van zijn vader. Aan het begin van 1900 werd hij hoornist in de Banda del Batallón de Cazadores de Llerena gestationeerd in Alcalá de Henares. In 1916 wisselde hij naar de Banda de Ingenieros de Madrid, waar zijn oudere broer Pascual toen dirigent was.
Met hulp van zijn broer werd hij in 1928 als opvolger van Marcelino Martínez ook dirigent van de Banda Sociedad Unión Musical de Almansa en bleef in deze functie tot 1930. Daarnaast ging hij weer terug in zijn voormalig orkest in Madrid en diende verdere jaren als hoornist. Later werd hij nog dirigent van de Banda de Música de la Brigada de la Cruz Roja de Madrid en van de Banda de Música de la Plaza de Toros de Las Ventas in Madrid.
Als componist schreef hij verschillende werken voor banda (harmonieorkest). Verder was hij actief in de Sociedad de Autores, een Spaanse zusterorganisatie van de Buma/Stemra of SABAM.

## Composities

### Werken voor banda (harmonieorkest)
- Cruz Roja Española, paso doble
- ¡De Madrid al cielo!, paso doble[2]
- Fernandito
- Pasión, processiemars
- Raza Calé, paso doble[3]
- Santísimo Cristo, processiemars